# Onthophagus cyanopterus
Onthophagus cyanopterus là một loài bọ cánh cứng trong họ Bọ hung (Scarabaeidae).